# Prenez ma vie, je vous en prie
Prenez ma vie, je vous en prie (en France) ou Le choix du président (au Québec) (Take My Life, Please) est le 10e épisode de la saison 20 de la série télévisée d'animation Les Simpson.
Cet épisode ainsi que tous ceux qui suivront seront diffusés en haute définition, ainsi que le générique.

## Erreurs
Quand Homer parle avec son père la voiture qui venait d'être garée a disparu.

## Synopsis
Un nouveau portrait vient illustrer le mur de la gloire de Springfield. Il s’agit du portrait de Vance Conor, devenu un grand homme d’affaires, qui était lycéen au Lycée de Springfield et qui s’était présenté pour le poste de président des élèves, tout comme Homer. Mais malheureusement le sort ne joua pas en sa faveur. Homer perdit l’élection. Lenny sait où est enterrée la vraie urne des votes. Alors, Homer décide d’aller la déterrer avec Lenny. Lisa s’aperçut, en recomptant les votes que c’était Homer qui avait gagné l’élection. Homer part retrouver l’ancien principal du lycée qui lui explique que Homer était un idiot et que, pour se moquer de lui les lycéens avaient décidé de voter tous pour Homer. Alors le principal, a demandé à Lenny et Carl d'enterrer la vraie urne des votes. Homer sombre dans la déprime mais, en allant dîner au Restaurant de Luigi, il rencontre un homme qui fait une sauce magique. Cette sauce va permettre à Homer de voir ce que sa vie serait devenue s'il avait gagné l’élection. En voyant ce qui lui serait arrivé, Homer redevient alors très triste et veut « vivre dans la sauce ». Mais, sa famille lui fait une surprise qui lui remonte le moral. Ils ont accroché le portrait d’Homer sur le mur de la gloire de Springfield.